# Século XI
O século XI começou em 1 de janeiro de 1001 e terminou em 31 de dezembro de 1100.

## Europa
Durante o século XI, a Europa se encontrava num regime feudalista com o início da Baixa Idade Média. Foi nesse século que pequenas cidades começaram a surgir e se popularizar, criando uma população urbana, que mais tarde se tornaria a burguesia.
Houve também um aperfeiçoamento de técnicas agrícolas, como a introdução do arado de ferro e do rodízio de três campos, aumentando assim a quantidade de produção de alimento, que em consequência, rendeu num aumento populacional. Com o renascimento urbano, práticas comerciais como o artesanato foram impulsionadas.
Aos poucos, a Europa começa a se modificar; e os textos dessa também. Durante esse século, a cultura medieval atinge seu apogeu. Obras escritas com ramo em teologia e filosofia começam a ser publicadas. Há uma redescoberta de Aristóteles.
Houve, após uma breve ascensão, um declínio repentino do poder Romano Oriental e o aumento da dominação normanda sobre grande parte da Europa, junto com o papel proeminente no continente de papas notavelmente influentes. A cristandade experimentou um cisma formal, que se desenvolveu ao longo dos séculos anteriores entre o Ocidente Romano e o Oriente Bizantino, causando uma divisão em suas duas maiores denominações até hoje: Catolicismo Romano e Ortodoxia Oriental. No norte da Itália, o crescimento da população nos centros urbanos deu origem ao capitalismo organizado inicial e à cultura comercializada mais sofisticada no final do século XI. Na Europa Oriental, houve a idade de ouro para o principado de Rus de Kiev.

## África
Na Nigéria, há a formação de cidades-estados, reinos e impérios, incluindo reinos hauçás e a dinastia Borno no norte; e o Império de Oió e Reino de Benim no sul.

## Ásia
Na China da dinastia Song e no mundo islâmico clássico, este século marcou o ponto alto tanto da civilização, ciência e tecnologia clássicas chinesas, como da ciência, filosofia, tecnologia e literatura islâmicas clássicas. Facções políticas rivais na corte da dinastia Song criaram conflitos entre os principais estadistas e ministros do império. O Califado Fatímida no Egito, os ghaznávidas e o Império Chola na Índia haviam alcançado seu apogeu em poderio militar e influência internacional. O Império Chalukya Ocidental (o rival dos Chola) também subiu ao poder no final do século.
Neste século, a dinastia Seljúcida turca chega ao poder na Ásia Ocidental sobre o agora fragmentado Califado Abássida, enquanto a primeira das Invasões Francas (como os muçulmanos se referem às Cruzadas) eram travadas no final do século.
No Vietnã, a Dinastia Lý começou, enquanto em Mianmar o Reino de Pagã atingiu o auge do poder político e militar.
Na Coreia, a Dinastia Goryeo floresceu e enfrentou ameaças externas da dinastia Liao (Manchúria).
No Japão, o clã Fujiwara dominou a política central agindo como regentes imperiais, controlando as ações do imperador do Japão, que agiu meramente como um "monarca fantoche" durante o período Heian.

## América
Na América, as civilizações tolteca e mixteca floresceram na América Central, junto com a cultura de Huari da América do Sul e a cultura mississipiana da América do Norte. O Império Tiwanaku centrado em torno do Lago Titicaca entrou em colapso na primeira metade do século.

## Eventos
- Invenção do fogo de artifício na China.
- Guilherme II, Duque da Normandia, concretiza a conquista de Inglaterra
- Primeira Cruzada.

## Décadas e anos
| Década de 990  | 990  | 991  | 992  | 993  | 994  | 995  | 996  | 997  | 998  | 999  |
| Década de 1000 | 1000 | 1001 | 1002 | 1003 | 1004 | 1005 | 1006 | 1007 | 1008 | 1009 |
| Década de 1010 | 1010 | 1011 | 1012 | 1013 | 1014 | 1015 | 1016 | 1017 | 1018 | 1019 |
| Década de 1020 | 1020 | 1021 | 1022 | 1023 | 1024 | 1025 | 1026 | 1027 | 1028 | 1029 |
| Década de 1030 | 1030 | 1031 | 1032 | 1033 | 1034 | 1035 | 1036 | 1037 | 1038 | 1039 |
| Década de 1040 | 1040 | 1041 | 1042 | 1043 | 1044 | 1045 | 1046 | 1047 | 1048 | 1049 |
| Década de 1050 | 1050 | 1051 | 1052 | 1053 | 1054 | 1055 | 1056 | 1057 | 1058 | 1059 |
| Década de 1060 | 1060 | 1061 | 1062 | 1063 | 1064 | 1065 | 1066 | 1067 | 1068 | 1069 |
| Década de 1070 | 1070 | 1071 | 1072 | 1073 | 1074 | 1075 | 1076 | 1077 | 1078 | 1079 |
| Década de 1080 | 1080 | 1081 | 1082 | 1083 | 1084 | 1085 | 1086 | 1087 | 1088 | 1089 |
| Década de 1090 | 1090 | 1091 | 1092 | 1093 | 1094 | 1095 | 1096 | 1097 | 1098 | 1099 |
| Década de 1100 | 1100 | 1101 | 1102 | 1103 | 1104 | 1105 | 1106 | 1107 | 1108 | 1109 |